# Weinbau in Georgien

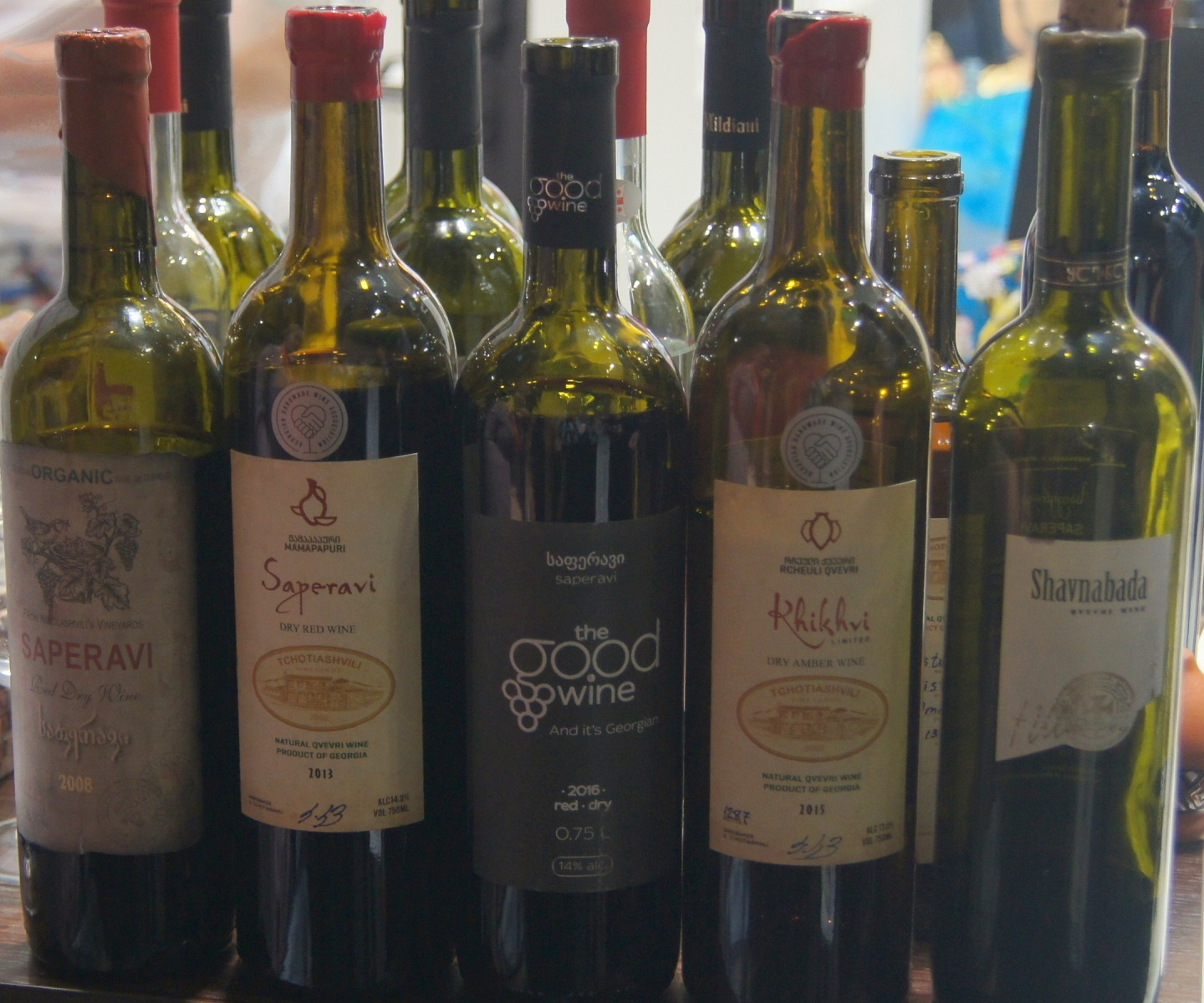
Georgische Weiß- und Rotweine

Der Weinbau in Georgien hat eine lange Tradition, die über 8000 Jahre zurückreicht. Georgien ist damit eines der Ursprungsländer des Weinbaus und der kultivierten Weinrebe. Das Land verfügt über günstige geologische und klimatische Voraussetzungen. 2005 wurde die Rebfläche auf 60.000 ha geschätzt. Neben einer großen Vielfalt traditioneller einheimischer Rebsorten werden auch einige internationale Standardsorten angebaut. Wein ist der zweitwichtigste Exportartikel des Landes (nach dem Export von Alteisen), traditionell größter Abnehmer war Russland, der Handel nach Russland ist jedoch seit dem Kaukasuskrieg 2008 stark zurückgegangen.
Der traditionelle Weinausbau in Amphoren (Quevri) wurde 2013 in die Repräsentative Liste des immateriellen Kulturerbes der Menschheit aufgenommen.

## Anbauregionen
In Georgien werden vier verschiedene Weinbauregionen unterschieden. Es handelt sich um Kachetien im Osten, Kartlien mit dem Kura-Tal im Südosten, Imeretien im westlichen Zentralteil und Ratscha-Letschchumi und Niederswanetien im Nordwesten des Landes. Die größten Weinplantagen liegen in Ostgeorgien, gerade Kachetien ist ein Herzland des Weinanbaus. Dabei repräsentieren die Namen der Weine ihre Anbaugebiete. Nach alter Tradition ist es untersagt, Weine miteinander zu verschneiden, was die Reinheit der Sorten und Anbaugebiete gewährleistet.
Anders verhält es sich in Westgeorgien, wo die Landschaft von Berg- und Hügelländern dominiert wird. Durch die Gliederung der Landschaft und die unterschiedliche mineralogische Konsistenz der Böden wird das Wachstum der Reben beeinflusst. Ein weiterer Faktor ist der Sonneneinfall, der zu einem unterschiedlichen Saftstand in den Trauben selbst auf dem gleichen Hang führt und die Ausführung größerer Anlagen unmöglich macht. So kann es in Westgeorgien sein, dass selbst auf zwei direkt nebeneinander liegenden Hängen oder Wingerten sehr unterschiedliche Reben angebaut werden, die sich durch ihre eigenen Charaktere auszeichnen. Hier werden keine großen Mengen produziert, die Weine sind Unikate. Entsprechend ist der Weinbau arbeitsintensiv und verlangt die Zuwendung des Weinbauern. Dies zeigt sich an den Häusern: Viele sind zur Straße hin abgeschlossen und öffnen sich mit Fenstern und Balkonen zum Weinhang hin.

### Kachetien

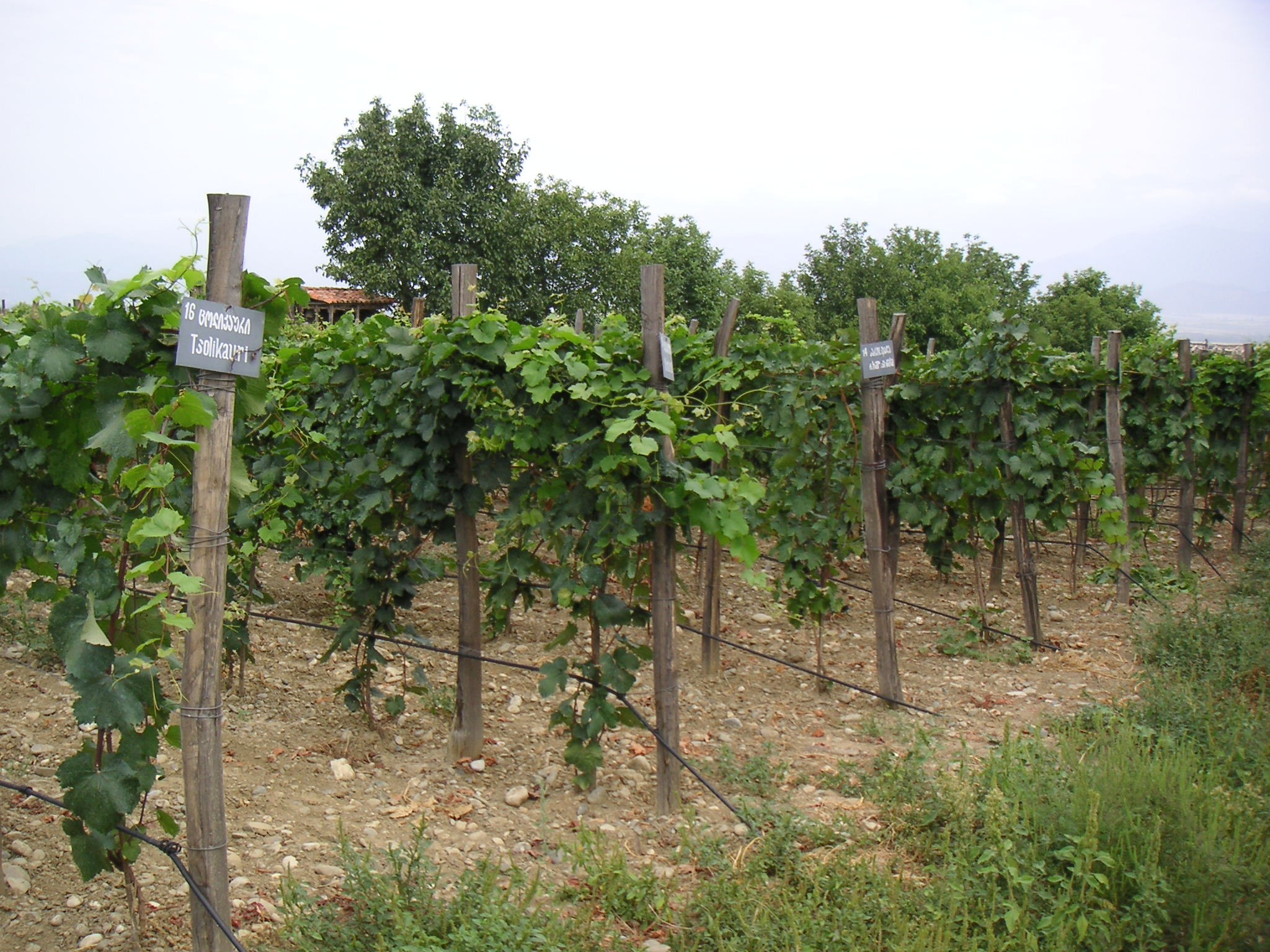
Versuchsweinberge in Kachetien

Kachetien in den Tälern des Alasani und Iori im Südosten ist die bedeutendste Anbauregion. Das Klima ist gemäßigt (Mesoklima). Der durchschnittliche Jahresniederschlag beträgt 400 bis 800 mm und die Jahresdurchschnittstemperatur liegt zwischen 10,5 und 11 °C. Es kommen kalkhaltige Böden, teilweise auch Schwemmlandböden vor. Hauptrebsorten sind hier Rkaziteli (weiß) und Saperawi (rot). In Kachetien wachsen 70 % der Trauben für die Weinbereitung und Brennweine für Destillate. Man unterscheidet drei Anbaugebiete und über 25 Unterbereiche, das sind zum Beispiel Achmeta, Kwarelo-Kindsmarauli, Manawi, Napareuli und Zinandali. In dieser Region entsteht der charakteristische kachetische Wein, der durch Vergären in besonderen Tonkrügen (georgisch Quevri), gefolgt von einer ausgedehnten drei- bis viermonatigen Maischelagerung, so wie seit Jahrtausenden praktiziert, eine eigentümlich tanninherbe Art erlangt.

### Kartlien

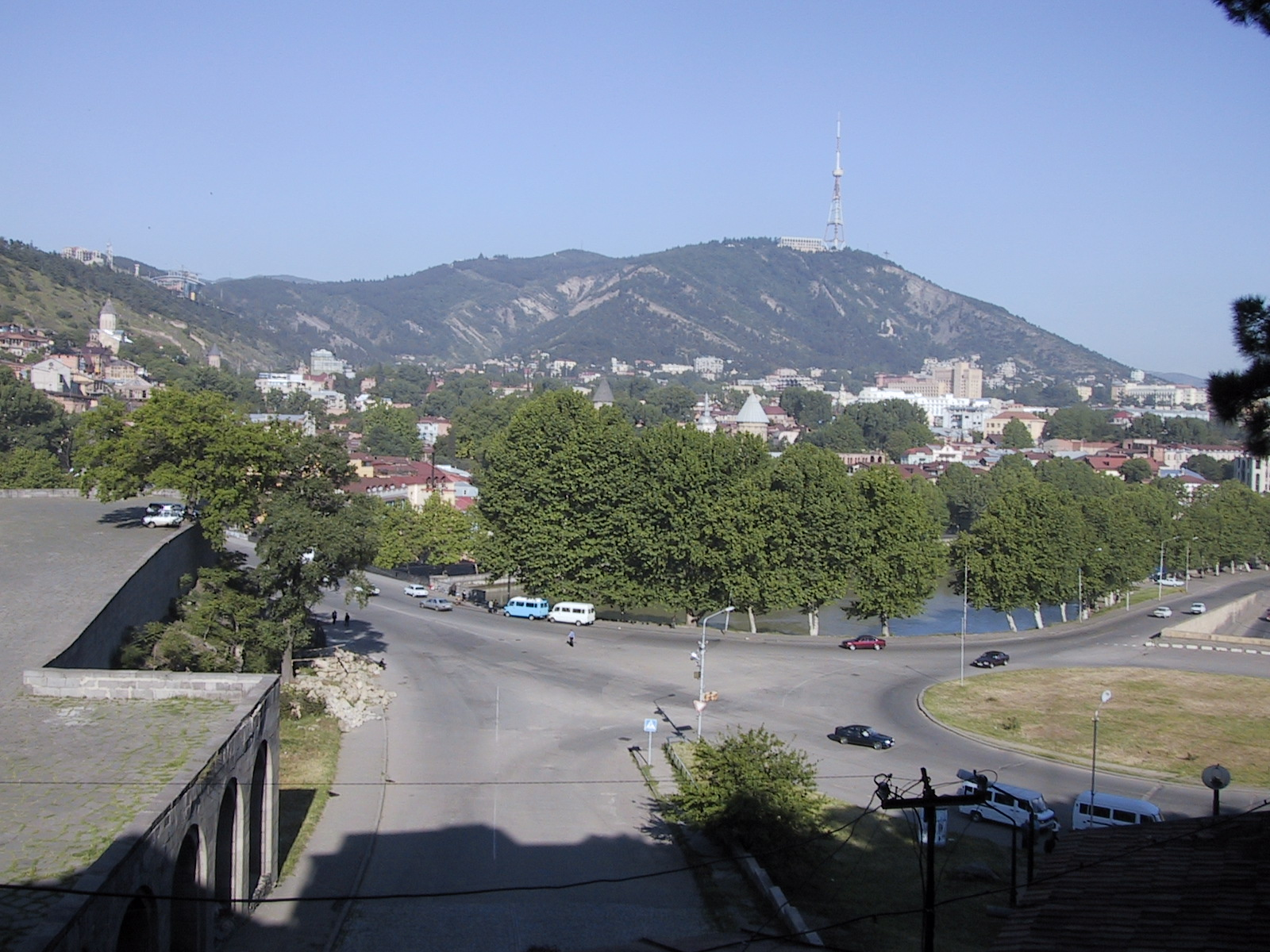
Tiflis umringt von Bergen

Die Region Innerkartlien befindet sich in einem großen Gebiet im Kura-Tal und umschließt die Tiefländer Gori und Muchran. Etwa 15 % der georgischen Produktion stammen aus dieser Gegend. Hier entstehen Weine europäischen Stils für den Export sowie Grundweine für Branntwein und für die Schaumweinbereitung. Hier ist es mäßig warm, die Sommer sind heiß und trocken. Aufgrund geringer Niederschläge (350 bis 500 mm im Jahresmittel) muss künstlich bewässert werden.
Georgiens Hauptstadt Tiflis mit ihren großen Schaumweinkellereien und Brennereien befindet sich in dieser Region. Die im Jahre 1897 gegründete älteste Kellerei in Tiflis verfügt über eine Raritätensammlung mit etwa 1600 Weinen mit einem Umfang von rund 150.000 Flaschen. Dort lagern nicht nur regionale Produkte, sondern auch sehr alte ausländische, beispielsweise Cognac von 1811, Madeira und Marsala von 1822, Sherry von 1848 sowie Tokajer von 1846.

### Imeretien
Im östlichen Teil von West-Georgien, in den Tälern und Schluchten der Flüsse Rioni, Qwirila und anderer findet sich die Region Imeretien. Auf dem fruchtbaren Schwemmland, im windgeschützten Mikroklima entlang der Flüsse, gedeihen vielfältige Rebsorten, von denen die weiße Zizka besonders typisch für die Region ist. Auch hier wird eine eigene altehrwürdige Vinifikationsmethode benutzt, die der kachetischen ähnelt, nur werden in die Tonkrüge, in denen die Gärung vor sich geht, Traubenschalen gegeben, was an das italienische Governo-Verfahren erinnert. Daran schließt sich eine sechs bis achtwöchige Maischelagerung an.

### Ratscha-Letschchumi
Nördlich von Imeretien liegt an den Ufern der Flüsse Rioni und Zcheniszkali die Region Ratscha-Letschchumi. Nur mäßige Niederschläge (1000 bis 1300 mm jährlich), Südlagen und eine Reihe von autochthonen Rebsorten erbringen Trauben mit einem hohen Zuckergehalt. Der Unterbereich Chwantschkara ist bekannt für seinen lieblichen Chwantschkara-Wein, u. a. aus den Traubensorten Aleksandrouli und Mudschurtuli.

### Subtropische Regionen
Abchasien, Adscharien, Gurien und Mingrelien können zu einem fünften Bereich zusammengefasst werden. Im feuchten subtropischen Klima dieser Regionen werden vor allem Süßweine produziert, die fast ausschließlich für den regionalen Markt bestimmt sind. Über den Hafen Poti wird auch Wein ausgeführt.

## Rebsorten und Erzeugnisse

### Rebsorten
Die Qualität georgischer Rotweine war in der ehemaligen Sowjetunion angesehen. Etwa 60 bis 70 % der Gesamtrebfläche Georgiens sind mit roten Sorten bestockt. In Georgien sind Wildreben heute noch stark verbreitet. Dort ist die Vitis vinifera mit der Unterart silvestris noch heute vertreten. Es existieren mehrere Rebschulen.
Über 500 autochthone Rebsorten können differenziert werden. 38 Sorten sind offiziell für den kommerziellen Weinbau zugelassen. Dazu zählen Aladasturi, Aleksandrouli, Chichwi, Dswelschwari Obtschuri, Goruli Mzwane, Katschitschi, Kratschuna, Mudschuretuli, Mzwane, Odschaleschi, Orbeluri, Rkaziteli, Saperawi, Tschchaweri, Tschinuri, Ussachelauri, Zizka und Zolikouri. Auch Vitis – Isabella, Fetească Alba, Fetească Muskatnaia, und Fetească Regală findet man oft. Modernes Weinmarketing erfordert jedoch auch den Anbau von internationalen Sorten. In Georgien werden deshalb auch Aligoté, Chardonnay, Riesling, Cabernet Sauvignon, Malbec, Merlot und Pinot Noir angepflanzt.

### Herkunftsbezeichnungen
Sehr bekannte Weine bzw. Appellationen sind Achascheni (rot), Anaga (weiß), Chwantschkara (rot), Kachetinskoje (weiß), Kardanachi (weiß), Kindsmarauli (rot), Kwareli, Mukusani (rot), Napareuli (rot, weiß), Salchino (rot), Teliani (rot) und Zinandali (weiß).
Der Wiedererkennungswert der Herkunftsbezeichnungen wird gemindert durch verschiedene Schreibweisen. So findet man einmal Tsinandali, ein anderes Mal Zinandali oder Mukusani statt Mukuzani.
Neben Rot- und Weißweinen aus den einheimischen und europäischen Rebsorten werden große Mengen gespritete und süße Likörweine erzeugt. In Georgien gibt es insgesamt vier Sektproduzenten. Die Marktlage in diesem Bereich ist stabil.

### Weinbrand

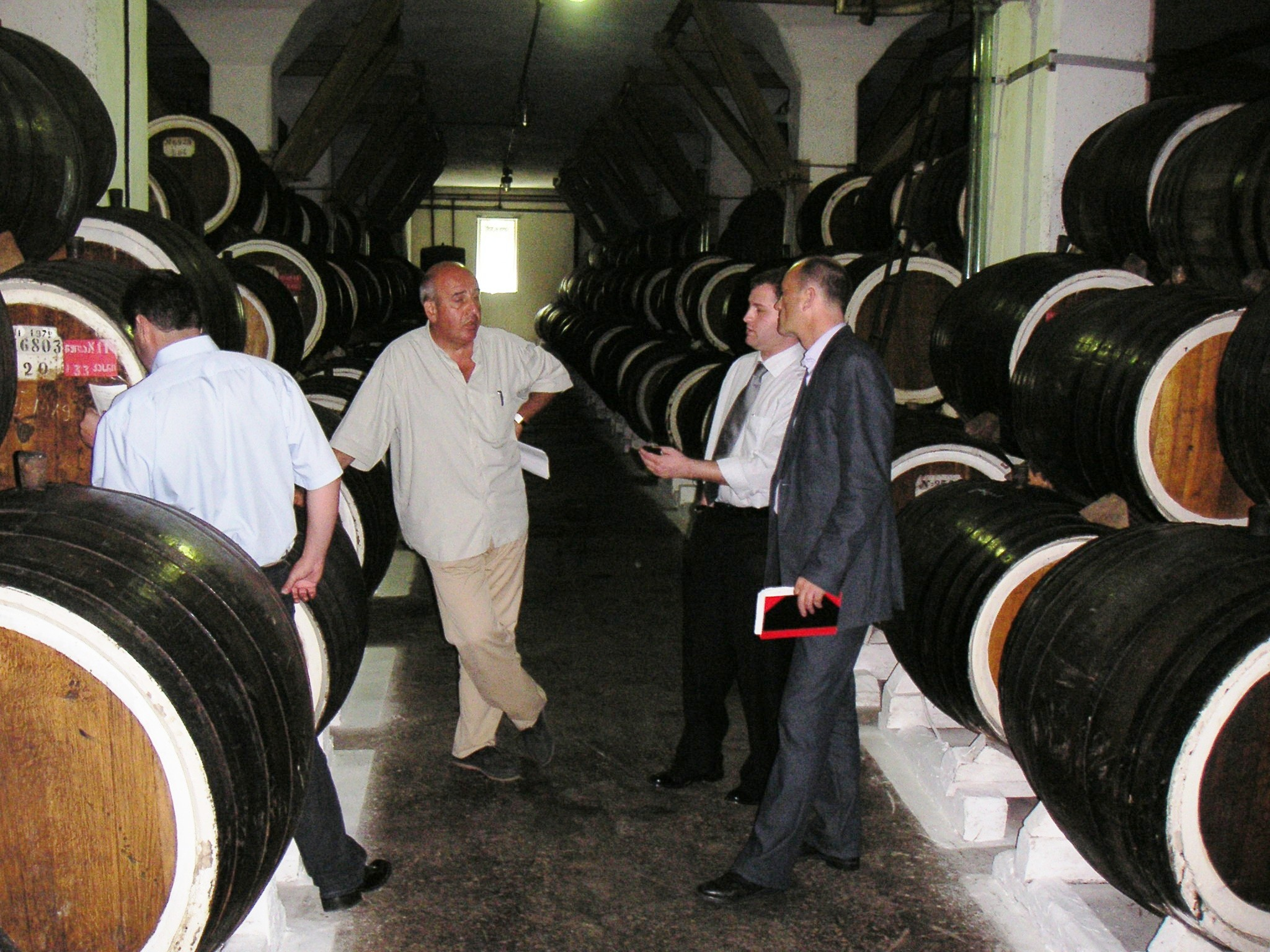
David Saradschischwili und Eniseli, Destillatkeller

Georgischer Weinbrand ist unter der Bezeichnung Tschatscha bekannt und zeichnet sich durch ein edles und feines Bouquet mit Vanillearoma, einen weichen samtigen Geschmack und angenehme Bernsteinfarbe aus. Tschatscha ist ein Nebenprodukt des Weinbaus und wird sowohl von den Weinbauern für den Eigengebrauch selbst gebrannt, was nach georgischem Recht zulässig ist, außerdem wird Tschatscha auch von Industriebetrieben im großen Stil produziert. Teilweise wird Tschatscha in Eichenfässern gelagert und bekommt von den Fässern zusätzliche Holzaromen und die Farbe. In Georgien hatte sich bereits 1884 unter David Saradjischwili eine prosperierende Kognakproduktion etabliert. Auf der Konferenz von Jalta überraschte Josef Stalin Winston Churchill mit der Qualität des „grusinischen Kognaks“. („Grusinien“ ist die ins Deutsche übertragene russische Bezeichnung für Georgien.)
Die Produktionsschritte sind den charentaiser Methoden vergleichbar. In Russland darf sich der Weinbrand Cognac nennen. Der Aufdruck des Etiketts muss allerdings in kyrillischer Schrift erfolgen.

## Geschichte

### Anfänge
Die ältesten Nachweise für Weinbau im heutigen Georgien werden auf die Zeit 6000–5800 v. Chr. datiert. Über 4000 Jahre alte Traubenkerne, Werkzeuge und Gefäße wurden in Mzcheta, Trialeti, Pizunda und im Alasani-Tal ausgegraben. Die Tonkrüge enthielten Kerne der weißen Sorte Rkaziteli. Eine Untersuchung der Traubenkerne ließ darauf schließen, dass Reben bereits zu jener Zeit kultiviert wurden. Ein mit Silber überzogenes kurzes Stück Rebenholz aus der Ortschaft Trialeti wird im Tiflisser National-Museum gezeigt. Es datiert auf die Zeit um 2500 v. Chr.
Die griechische Argonautensage berichtet, dass die Argonauten unter Führung von Jason bei ihrer Ankunft in der Hauptstadt Kolchis rankende Reben am Eingang des Königspalasts und einen Brunnen mit Wein im Schatten der Bäume vorgefunden hätten. Die Ursprünge der Sage reichen ins 8. Jahrhundert v. Chr. zurück, als die Griechische Kolonisation die Küste des Schwarzen Meeres erschloss. Vom westgeorgischen Staat Kolchis wird vermutet, dass dort seit dem 6. Jahrhundert v. Chr. nicht nur Wein angebaut, sondern auch exportiert wurde. Enge ökonomische Verbindungen bestanden zu Griechenland und dem Perserreich.

### Mittelalter und Neuzeit
Das traditionelle Weinrebenkreuz der Georgischen Orthodoxen Apostelkirche stellt Weinreben dar, die mit dem Haar der heiligen Nino verwoben sind. Das sollte demonstrieren, dass der christliche Glaube und die Weinrebe die heiligsten Güter des Landes sind. An den Wänden von Tempeln in Samtawisi, Ikalto, Gelati, Nikortsminda, Wardsia und Zarmza kann man Ornamente mit Trauben tragenden Reben finden und auch der Thron des Patriarchen im Klosterkomplex Haghpat ist mit Trauben geschmückt. Die im 12. Jahrhundert gestiftete Akademie Ichalto dokumentierte den Weinbau in Georgien. Unter osmanischer Besatzung brach der Weinanbau vom 15. bis zum 18. Jahrhundert wieder zusammen. Die islamischen Gesetze unterdrückten die Herstellung von Wein aus Trauben.
In das südliche Georgien wanderten zwischen 1816 und 1818 schwäbische Pietisten mit Weinverstand ein. Neben dem Anbau von Obst und Gemüse widmeten sich die Kaukasiendeutschen dem Weinbau.
In der zweiten Hälfte des 19. Jahrhunderts nahm die Rebfläche 71.200 ha ein, doch durch die aus Amerika eingeschleppte Reblaus und Pilzkrankheiten wurde sie bis zum Beginn des 20. Jahrhunderts auf 37.400 Hektar vermindert. Um die zerstörten Weinberge wieder einer produktiven Nutzung zuzuführen, wurden reblausfeste amerikanische Unterlagsreben importiert.

### Sowjetunion
Zu sowjetischen Zeiten (siehe Georgische SSR) fand georgischer Wein starken Absatz. Es begann eine Ära der Massenproduktion. Die Weinbaufläche stieg zwischen 1950 und 1985 von 58.000 auf 128.000 Hektar. Die jährliche Weinproduktion betrug Mitte der 1980er-Jahre 800.000 Tonnen.
Die Prohibition der 1980er-Jahre traf Georgien hart. Hektarweise wurden Weinberge im Zusammenhang mit dem Kampf gegen den Alkoholismus niedergelegt. Gorbatschows Anti-Alkohol-Kampagne vernichtete wertvolle Güter. Die georgische Weinwirtschaft geriet in gravierende Schwierigkeiten.

### Unabhängigkeit und „Weinkrieg“ mit Russland
Nach der Unabhängigkeit Georgiens 1991 und dem Beitritt zur Welthandelsorganisation am 14. Juni 2000 musste sich Georgiens Wirtschaft neu orientieren. Der traditionelle Abnehmer Russland boykottierte mehrere Jahre georgische Produkte. Danach bezahlte es lediglich mit Transferrubeln. Wein ist der zweitwichtigste Exportartikel des Landes. 70 % der Produktion gingen allein nach Russland. Deshalb wurde die georgische Weinwirtschaft schwer getroffen, als Russland im März 2006 einen Einfuhrstopp verhängte. Ähnliche Beschränkungen wurden auch gegen Wein aus Moldau verhängt. Ein Treffen des georgischen Präsidenten Micheil Saakaschwili mit seinem russischen Amtskollegen Wladimir Putin auf dem GUS-Gipfel im Juni 2007 brachte zwar eine Entspannung, aber noch kein Ende des Embargos. Der Vorsitzende der russischen Industrie- und Handelskammer, Russlands früherer Ministerpräsident Jewgenij Primakow, gestand inzwischen die Sinnlosigkeit dieser Sanktionen ein.

## Weinbau heute

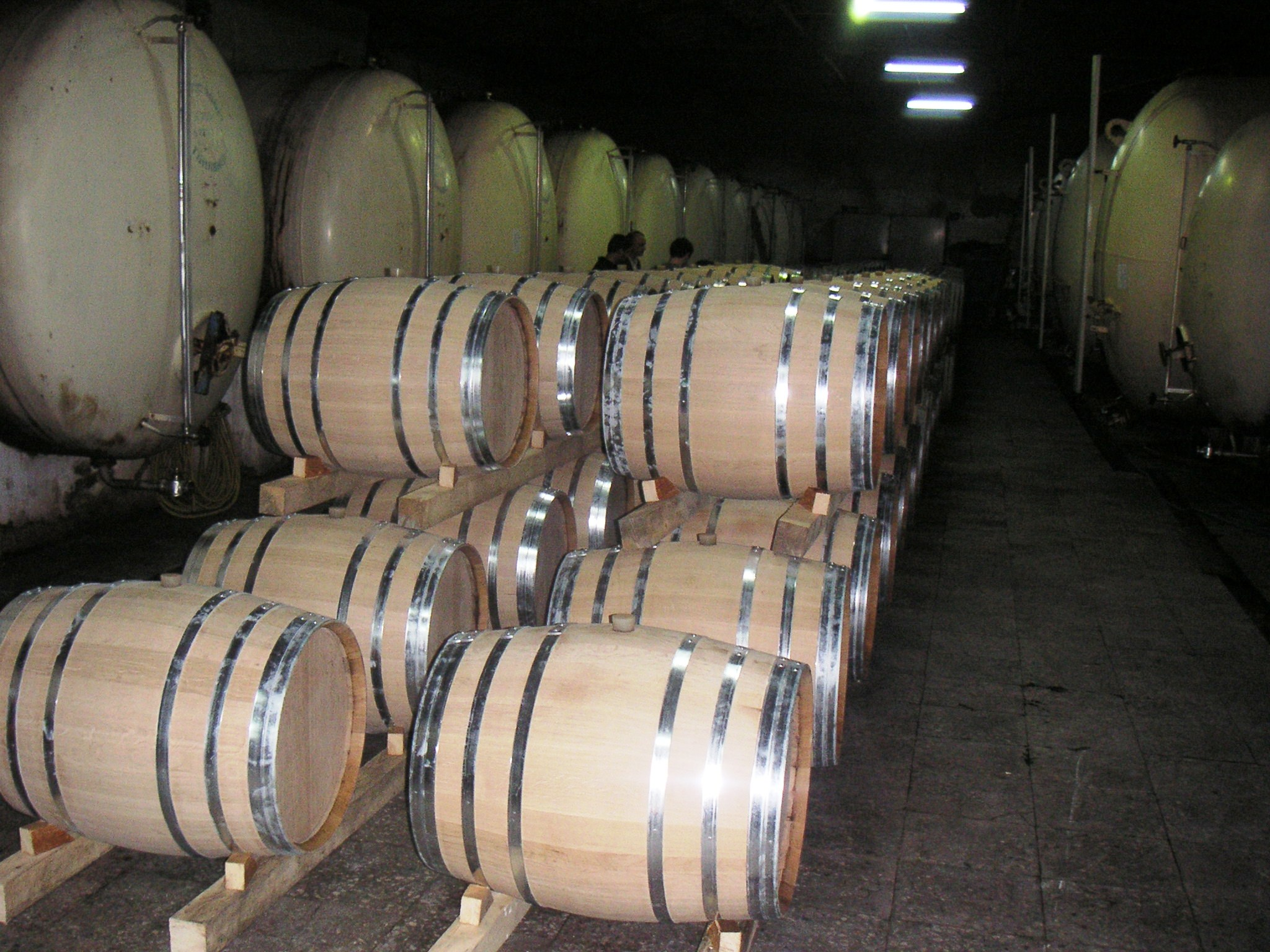
Tbilvino

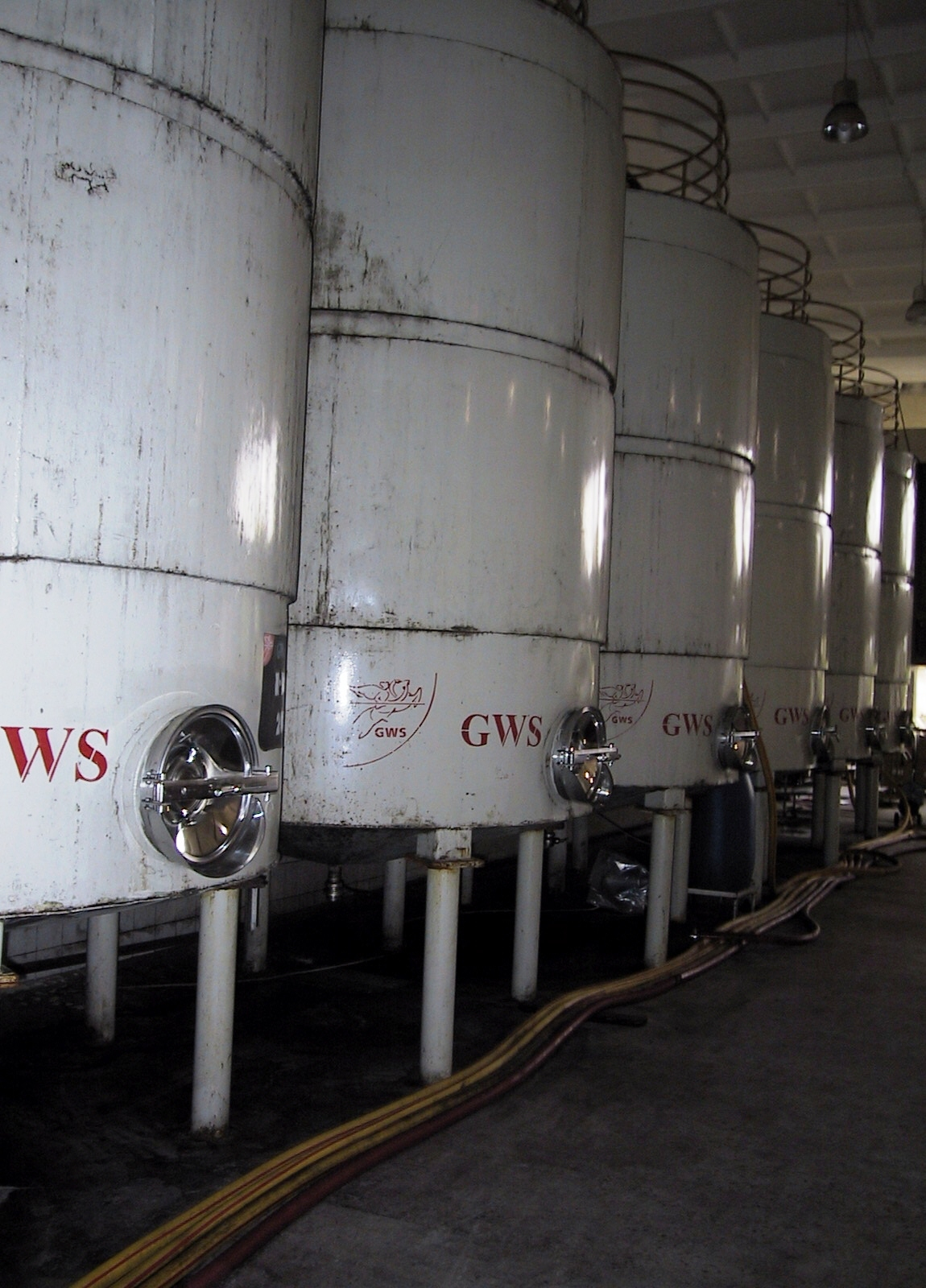
Weinkellerei in Telawi

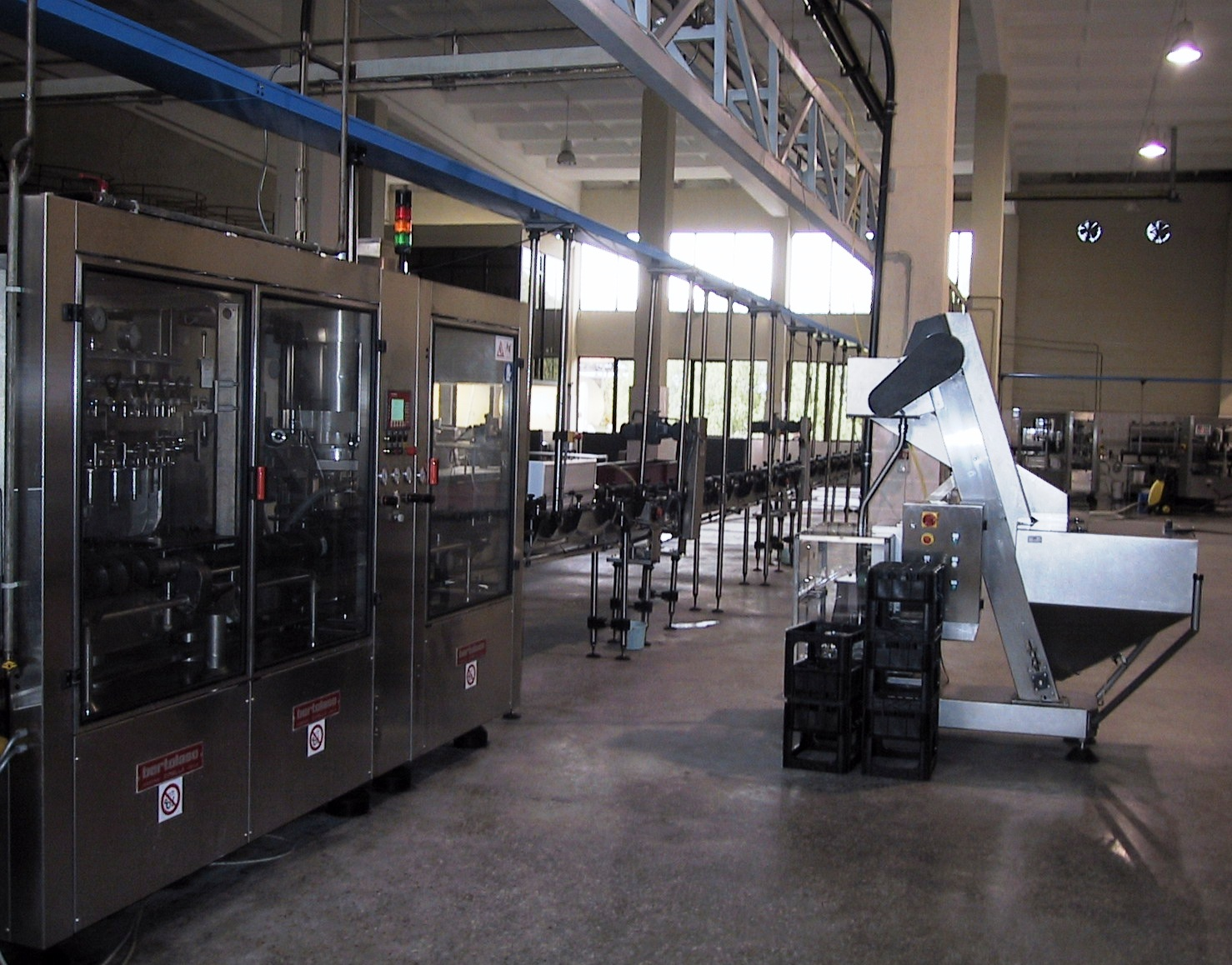
Weinabfüllung bei der Georgia Wine & Spirits

### Qualitätssicherung als Herausforderung
Aufgrund des russischen Boykotts suchte die georgische Weinwirtschaft mit Hochdruck nach neuen Absatzländern. Die Anforderungen des internationalen Marktes erfordern die Einhaltung bestimmter Standardkriterien, um im Hochpreissegment des internationalen Marktes Fuß zu fassen. Dazu zählen Angaben zur Sortenreinheit, zum Anbaugebiet und zur Herkunft der Trauben. Das georgische Weingesetz von 2002 formuliert die rechtlichen Rahmenbedingungen für einen kontrollierten Weinanbau gemäß internationalen Standards. Ein funktionierendes System zur Weinqualitäts- und Herkunftsprüfung existiert noch nicht, ist jedoch in Vorbereitung (siehe Technische Kooperation).
Aufgrund seines Renommees ist der georgische Wein ein beliebtes Objekt der Weinpanscher und wird vor allem außerhalb des Landes im großen Stil gefälscht. Obwohl Georgien insgesamt nur rund 50 Millionen Flaschen Wein produzierte (2005), werden in Russland jährlich 100 Millionen Flaschen „georgischen“ Weines verkauft. Vom bekannten georgischen Chwantschkara werden jährlich 15 Millionen Flaschen in Russland verkauft, obwohl Georgien von diesem nur 0,9 Millionen Flaschen abfüllt. Außer dem Wein werden auch georgische Herkunftsbezeichnungen wie Kindsmarauli  oder Chwanchkara gefälscht. Die georgische Regierung ist bemüht, den Betrug zu unterbinden. Der Kampf gegen die Fälschungen ist vor allem in Russland schwierig.

### Anbaumethoden und Kellereien
Früher waren gerbstofflastige und gleichzeitig süße Rotweine sowie dunkelfarbige Weißweine gewünscht. Heute ist nur noch ein Teil der georgischen Weine Massenware. Die Mehrzahl der georgischen Kellereien wechselte ihr Konzept von Massen- auf Qualitätsproduktion. Die Weingüter haben inzwischen dazugelernt, wie sie mit ihren Produkten auf dem internationalen Markt Chancen nutzen können. Die georgische Weinproduktion, die in den 1990er-Jahren auf 100.000 Tonnen zurückging, hat seit 1994 auch internationale Investoren angezogen und wurde mit moderner Technik ausgerüstet. Ihre Weine sind zwar immer noch verbesserungswürdig, aber die Fortschritte sind unverkennbar.
Im Jahr 2017 betrug die Rebfläche 48.000 Hektar, auf denen 2.000.000 Hektoliter Wein produziert wurden. 2004 exportierte Georgien über 234.000 Hektoliter Wein und Weinprodukte, von denen mehr als 90.000 Hektoliter trockene, halbsüße und starke Weiß- und Rotweine waren. 344.000 Hektoliter werden im Land selbst konsumiert. Ein großer Teil wird als Frischtrauben vermarktet. Um die Erfassung wichtiger Kennzahlen zu verbessern, betreibt das Statistische Bundesamt mit TACIS-8 eine Kooperation. Einen Anbaustopp gibt es nicht. Neue Weinberge werden mit gepfropften Jungreben besetzt. Unterstützungs- und Rebenerziehungssysteme werden in Cordon- und Fächerform mit mehreren Ruten, im georgischen System mit Ruten in einer oder zwei Richtungen und in Pergolaformen genutzt. Die Pflanzungen stehen im Stock- bzw. Zeilenabstand von 1,5 × 2 bzw. 2 × 3 Meter; die Stammhöhe beträgt 60 cm bis 1,20 Meter. In besonders hagelgefährdeten Gebieten werden Schutzaufbauten mit Netzen hergestellt.
In Tiflis und anderen Orten stehen modernste Abfüllanlagen, die aufgrund internationaler Finanzierungshilfen und traditionsreichen Verbindungen u. a. zu Deutschland, modernsten Standards entsprechen. Es handelt sich um Anlagen der Firmen Tbilvino, Teliani Valley, Telavi Wine Cellar, Vazi+, Zinandali, Wine Company Shumi, Georgia Wine & Spirits, Manavi Wine Cellar, Taro Ltd., Vasiani, Chetsuriani, JSC Saradschischwili & Eniseli, Samtrest und Aia.
Um marktgerecht zu sein, müssen auch die Packmittel und Ausstattungen stimmen, Selbstklebeetiketten sind in fortschrittlichen Betrieben Standard.
In Deutschland ist das Weinland Georgien jährlich auf der Messe ProWein in Düsseldorf mit einem kleinen Stand vertreten. Bei den Händlern stehen die georgischen Weingüter als Exoten hoch im Kurs, da hier die Vertriebswege noch nicht eingefahren sind und auskömmliche Margen erzielt werden können. Auch die Geschichte zum Wein kommt hier als Serviceleistung voll zum Zug. Das Ausstellungsangebot umfasst Rot-, Weiß- und Roséweine, Konsum- und Jahrgangsweine sowie Raritäten, verstärkte Weine und Schaumweine, Weinbrände, Liköre und Aperitifs, aber auch Weinliteratur.

### Forschung und technische Kooperation
Das Weininstitut Georgiens mit Sitz in Tiflis wurde 1890 gegründet. Es erlebte um 1930 seine Hochzeit. Damals war es das einzige Weininstitut in der Sowjetunion und auf diesem Gebiet führend. Besonders bei der Bekämpfung der Reblaus und der dadurch entstandenen Schäden hat sich die damalige Anstalt für Weinbau und Kellerwirtschaft verdient gemacht. Weil das Institut staatlich ist, fehlen Direktor Nodar Tschchartischwili Mittel für Forschungsarbeiten. Das Budget reicht gerade aus, um das Gebäude instand zu halten.
Von 2003 bis 2006 unterstützte das Bundesministerium für wirtschaftliche Zusammenarbeit und Entwicklung das Ministerium für Landwirtschaft in Georgien beim Aufbau eines Weinqualitätssystems. Träger ist die Deutsche Gesellschaft für Technische Zusammenarbeit (GTZ). Das Vorhaben förderte die Kooperation zwischen der staatlichen Weinbauverwaltung und der Weinbauwirtschaft. In einem neuen Gebäude, ausgestattet mit den neusten technischen Geräten, findet man das GTZ-Weinlabor. Hintergrund der Investitionen ist die Vorgabe der EU, dass nur analytisch geprüfte, einwandfreie Weine Georgien in Richtung Gemeinschaft verlassen dürfen. Diese Forderung konnte in Georgien niemand erfüllen und so bat man Deutschland um Hilfe. Anerkannte Weinchemiker stellten nach Stand der Technik eine Liste von Analysegeräten zusammen, die eine lückenlose Kontrolle möglich machen sollen.
Die GTZ richtete das Labor mit deutschen Mitteln ein, mit der Maßgabe, dass alle in Zukunft verwendeten Hilfsstoffe von deutschen Firmen stammen und auch die verbleibenden vier georgischen Mitarbeiter in Deutschland ausgebildet sein müssen. Das Labor ist einsatzbereit, aber derzeit üben die Mitarbeiter lediglich an diversen Weinen.
Noch fehlt die offizielle Genehmigung und selbst dann bleibt abzuwarten, wie das Kontrollsystem funktionieren wird. In Georgien gibt es zwar ein Weingesetz, das dem deutschen ähnlich ist, jedoch keinerlei unabhängige Kontrollorgane (Weinprüfer).

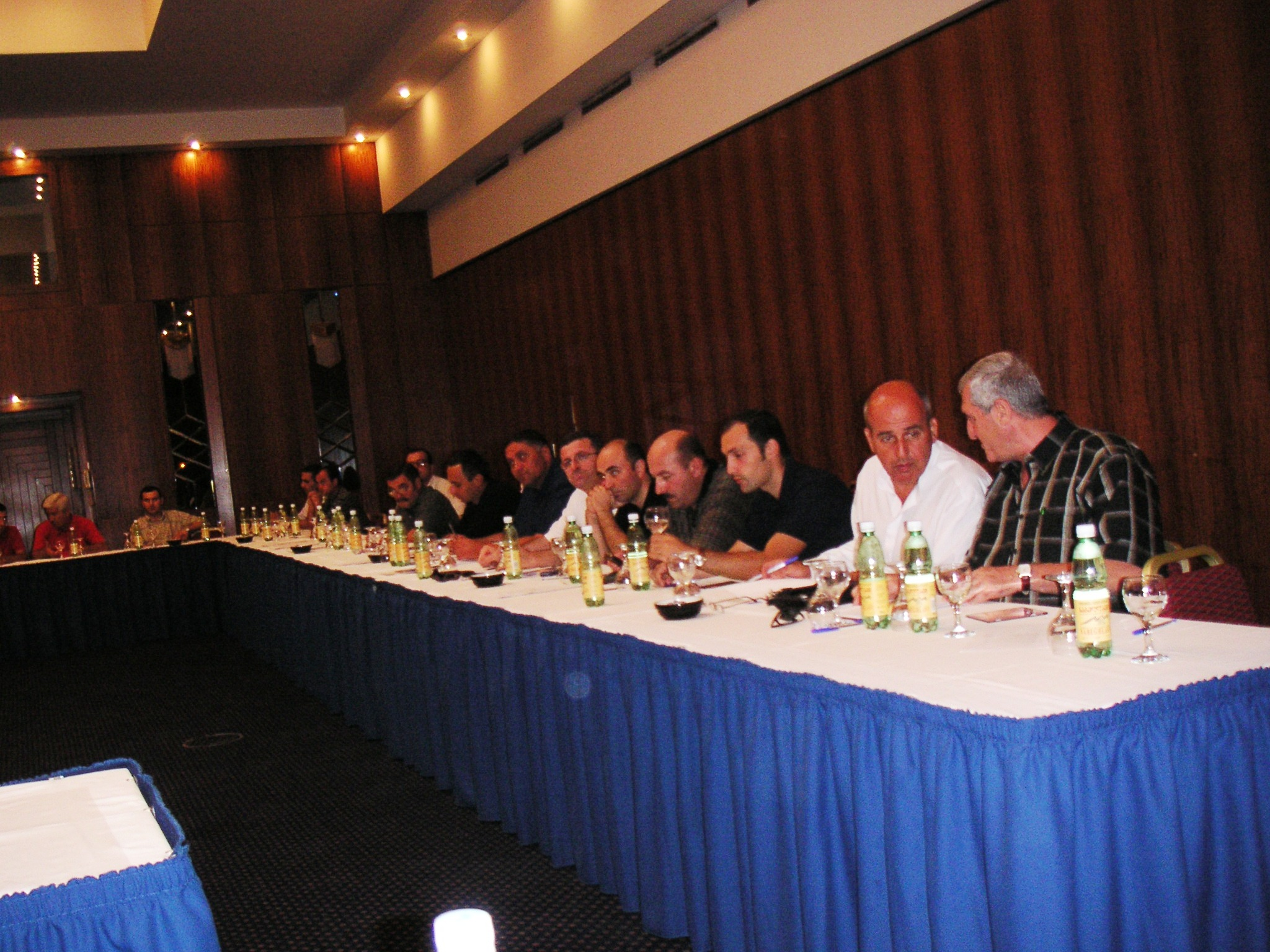
Önologen beim Weinseminar

Die GTZ hat ihr Projekt Private Sector Development in Georgia Anfang 2005 gestartet. Die georgische Regierung wird bei der Einrichtung einer funktionsfähigen Weinbauverwaltung und eines kontrollierten Weinanbaus beraten. Ziel ist es zunächst, das wirtschaftliche Umfeld für kleine und mittelgroße Unternehmen der georgischen Weinwirtschaft, des Tourismus und der Lebensmittelverarbeitung zu entwickeln. GTZ und Berater deutscher Weinbauschulen arbeiten unter anderem daran, den Verantwortlichen der Weinbranche deutlich zu machen, wie wichtig Ausbildungs- und Beratungszentren für den qualifizierten Winzernachwuchs sind. Berufsständische Organisationen wie der Weinbau- und Kellereiverband sowie genossenschaftliche Zweckverbände werden gezielt gefördert. Weinbau- und Kellereipersonal werden zu Multiplikatoren ausgebildet. Sie erhalten eine technische und betriebswirtschaftliche Ausbildung und sollen die erworbenen Kenntnisse in ihren Betrieben und Verbänden weitervermitteln.
Mit Unterstützung der KfW-Entwicklungsbank wird ein Weinbaukataster eingeführt, um Herkunft und Lage der Anbaugebiete eindeutig zu dokumentieren. Die Georgier können deutsche Berater in die Güter holen, um ihre Weine qualitativ zu verbessern und dem westlichen Geschmacksbild anzupassen. So besucht beispielsweise seit zwölf Jahren ein Fachmann für kellerwirtschaftliche Fragen des DLR Rheinpfalz in Neustadt regelmäßig die Betriebe des Landes.
Auch die Deutsche Landwirtschafts-Gesellschaft e. V. (DLG) und der DAAD unterstützen Georgien in seinen weiteren Bemühungen, Anschluss an die internationale Weinwirtschaft zu finden. Mit einem Fortbildungspreis der DLG wurde Nugsar Ksovreli aus Tiflis ausgezeichnet. Der 33-jährige Preisträger studierte an der georgischen Agraruniversität die Technologie der Weinbereitung. Er schloss sein Studium 1994 als Fertigungsingenieur mit einer Auszeichnung ab und promovierte anschließend am georgischen Forschungsinstitut für Gartenbau, Weinbau und Kellerwirtschaft. Aufgrund seiner hervorragenden Leistungen erhielt er ein Stipendium des Deutschen Akademischen Auslands-Dienstes (DAAD) und knüpfte so die ersten Kontakte zur deutschen Weinbranche. Seit 2003 arbeitet Nugsar Ksovreli im von der GTZ in Auftrag gegebenen Projekt.

## Weinkultur
Noch heute ist Wein als Bestandteil der Kultur in keinem transkaukasischen Land so weit verbreitet wie in Georgien. Hier haben selbst die Grabsteine der Nationalhelden die Form von Reben und Trauben. Wenn der Georgier Hochzeit feiert, sollte der Brautvater als Ausrichter einer traditionellen Hochzeit fünfhundert bis tausend Liter Wein bereithalten. Kartlis Deda (deutsch Mutter Georgiens) ist eine Monumentalstatue in der Hauptstadt Tiflis. Sie symbolisiert die Stadt Tiflis und hält eine Schale Wein für die Freunde in der linken Hand, ein Schwert gegen die Feinde in der rechten.

### Traditionelle Weinbereitung
Weinkultur und die Geheimnisse des Weinkelterns sind in Georgien durch tausende von Jahren hindurch erhalten und praktiziert worden. Ein Zeugnis hierfür sind zwei spezielle georgische Verfahren der Weinherstellung, das imeretische und das kachetische Verfahren. Dem Dichter Alexander Puschkin (1799–1837) mundeten Weine nach diesen traditionellen Verfahren besser als Burgunder.

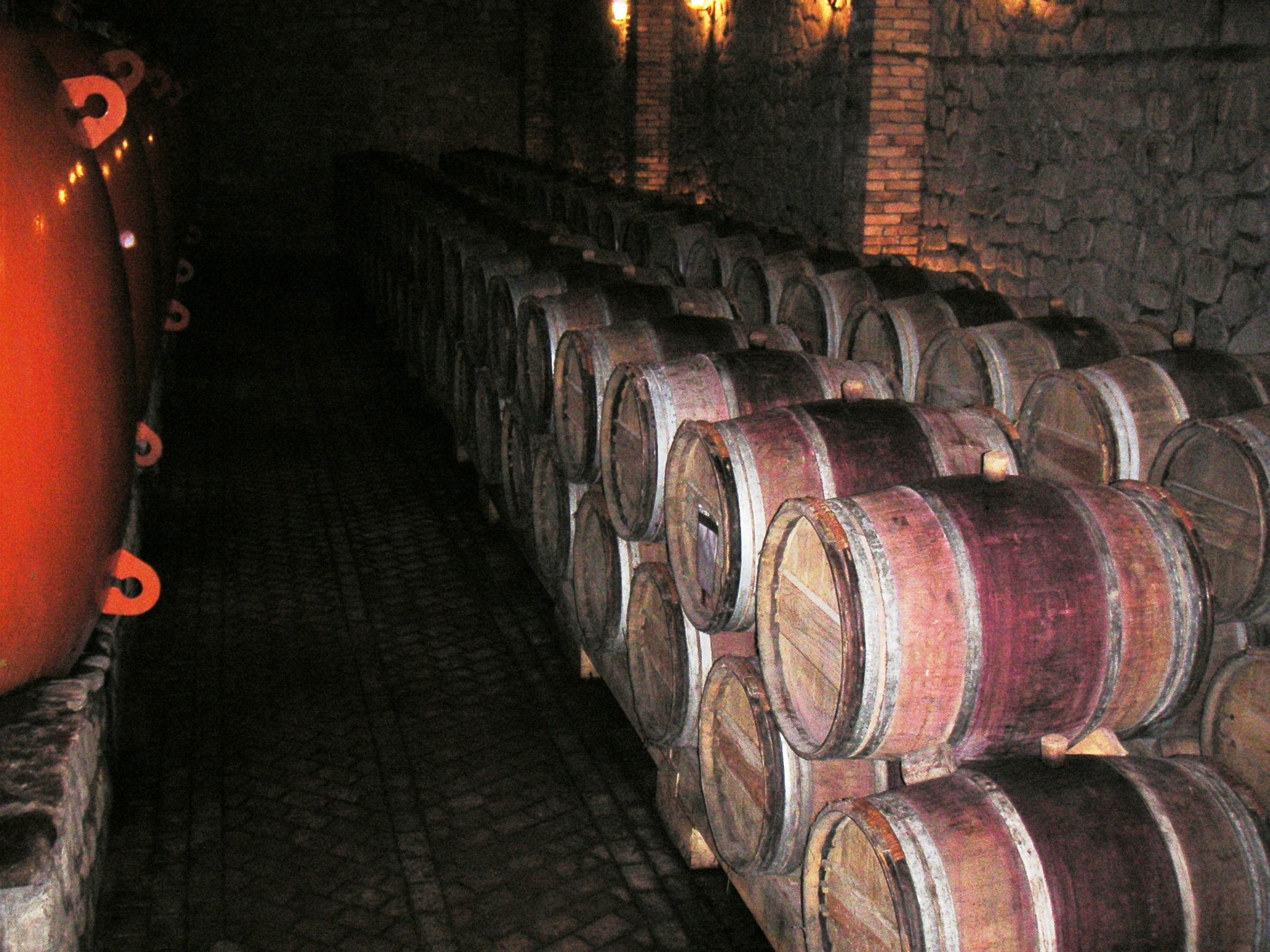
Weinkeller der Shumi

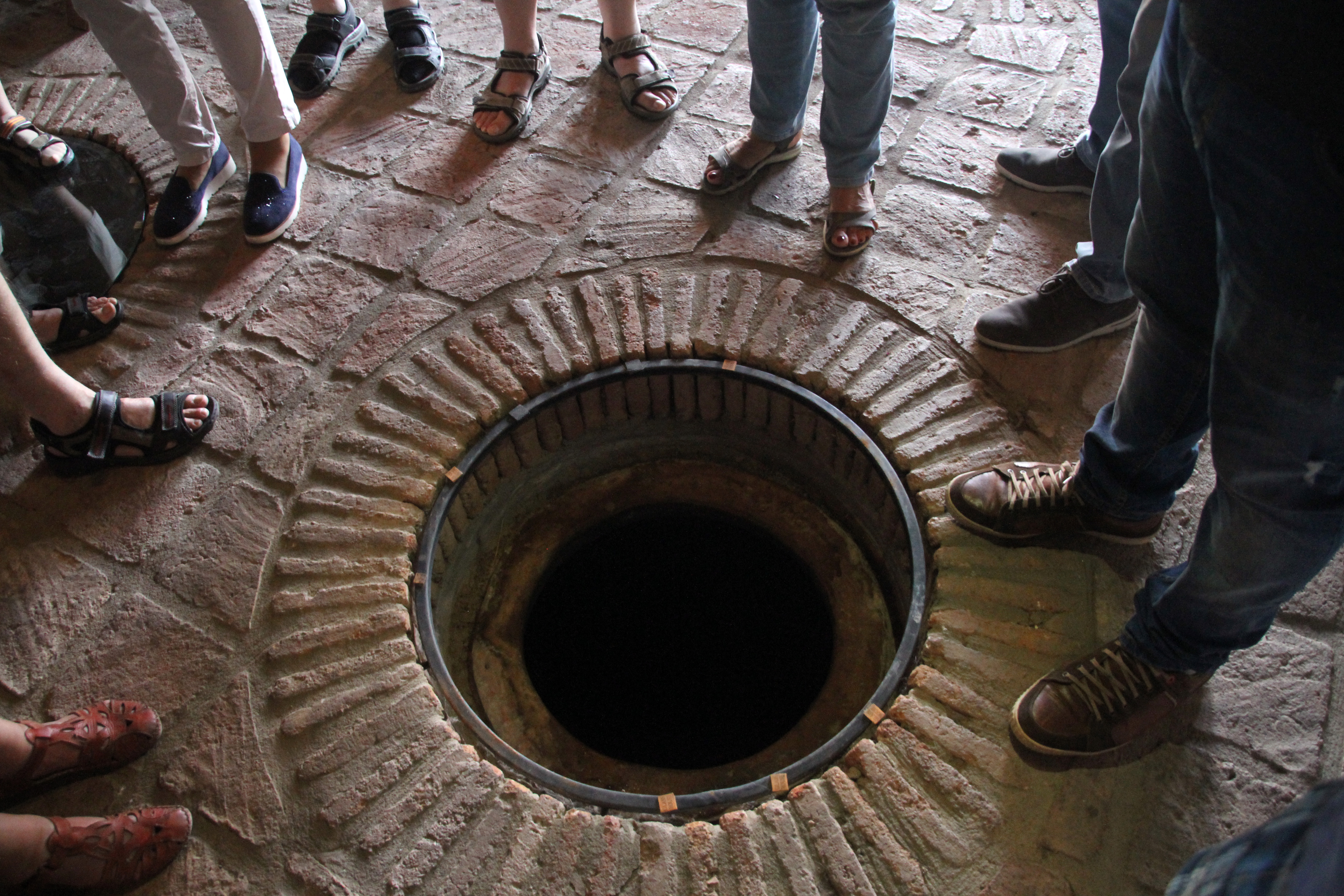
Quevri einer großen Kellerei

Die Verarbeitung des Weines geschieht in den kleineren Betrieben nach althergebrachten Traditionen. Die Weintrauben kommen nach dem Schneiden in einen Bottich, Marani genannt. Sein Spundloch ist mit einem Pfropfen verschlossen, ein oder mehrere Helfer steigen in den Bottich und stampfen die Trauben mit ihren Füßen. Wenn die Trauben ausgepresst sind, wird der Saft, Matschari genannt, einige Tage stehen gelassen. Wenn die Gärung einsetzt, wird der Saft in gläserne oder porzellanene Gefäße gefüllt, bis der Gärungsprozess abgeschlossen ist. Den Jungwein gießt man nun in Quevri. Diese Tongefäße sind in die Erde eingelassen und besitzen ein Fassungsvermögen von 10 bis 100 Litern in Kleinbetrieben und von bis zu 2000 Liter in größeren Weingütern. Nur der Hals ragt aus dem Boden. Sie werden mit einem Stein versiegelt, der mit Ton und Holzasche abgedichtet ist, damit kein Schimmelpilz eindringt. In diesen irdenen Gefäßen bleibt der Wein, bis er ausgereift ist.
Eine weitere Tradition richtet sich nach dem Lebenszyklus: Wenn ein Junge geboren wird, füllt man einen Quevri mit jungem Wein. Jahre später, wenn der herangewachsene Mann eine Frau gefunden hat und heiratet, kredenzt man den Wein zu seiner Hochzeit.

### Tischrituale
Ein sehr wichtiges Ritual der georgischen Tafel sind Sadgegrdselo (deutsch: Trinkspruch) und Tamada (der Symposiarch, der die Tafel leitet). Bevor man mit dem Essen beginnt, wählt man eine Person, die das Geschehen am Tisch lenkt und Trinksprüche ausbringt. Dieser sogenannte Tamada entbietet den ersten Trinkspruch, der von den anderen Gästen variiert wird. Er bringt seine Trinksprüche in einer festgelegten Reihenfolge aus. Zuerst trinkt er auf das Wohl der Familie, die eingeladen hat. Trinksprüche auf Georgien und auf das Andenken der Verstorbenen und Helden dürfen nicht fehlen, so zeigt man seine Heimatliebe und ehrt die Verstorbenen. Man trinkt normalerweise auf Eltern, Freunde, Verwandte, die Vergangenheit oder Zukunft von Georgien usw.
Es werden auch Geschichten erzählt, die mit dem Thema des Spruches verbunden sind, so kann ein Spruch manchmal 15 Minuten in Anspruch nehmen. Ein Trinkspruch kann ungefähr so lauten: „Ein georgisches Lied sagt uns: ‚Der Grund unseres Seins ist die Liebe, und das muss zweifellos stimmen. Wenn es keine Liebe wäre, könnte unsere Nation nicht überleben, deren Geschichte Jahrhunderte lang eine Geschichte von Kriegen und Kämpfen war. Georgier haben ihr Leben auf dem uralten Spruch gegründet: Der ist Feind von sich selbst, wer im Leben keinen Menschen sucht, den er lieben und von dem er geliebt werden wird. Und ich möchte jetzt eben auf die Liebe trinken. Auf die Liebe!‘“
Auch Gesang ist Teil des georgischen Tischzeremoniells. Sollte während des Essens ein Gast kommen, wird er zu Tisch eingeladen, unabhängig davon, ob es eine alltägliche Mahlzeit oder eine Festtafel ist. Wird Wein getrunken, muss der Gast auf das Wohl des Gastgebers trinken.

## Film
- Georgien, die Wiege des Weins. Dokumentarfilm, Deutschland, 2008, 42:30 Min., Buch und Regie: Pierre Goetschel, Produktion: MedienKontor FFP, GEO, arte, Reihe: 360° Geo-Reportage, Erstsendung: 16. Mai 2009 bei arte.